# Ornithoglossum dinteri
Ornithoglossum dinteri är en tidlöseväxtart som beskrevs av Kurt Krause. Ornithoglossum dinteri ingår i släktet Ornithoglossum och familjen tidlöseväxter. Inga underarter finns listade i Catalogue of Life.